# Kim Kkot-bi
Kim Kkot-bi (24 de noviembre de 1985) es una actriz surcoreana. Las sílabas de su nombre literalmente significan "flor"(Hangul: 꽃; RR: kkot)  y "lluvia" (Hangul: 비; RR: bi).

## Carrera
Kim Kkot-bi estaba trabajando como extra en la película de 2001 Mi Jefe, Mi Héroe cuando un empleado le pidió audicionar para Jealousy Is My Middle Name. Así comenzó su carrera en la actuación, a pesar de que durante muchos años fue relegada a pequeños papeles. En ese tiempo se centró en obtener experiencia en el cine indie.
Algunas notables películas en las que ha participado incluyen Magic and Loss,  Ashamed (sobre un romance lésbico), la oscura y violenta película animada The King of Pigs, y Myselves: The Actress No Make-Up Project, en la que ella y otras dos actrices indie se filmaron a sí mismas mediante cámaras de vídeo para documentar sus vidas, sus luchas y sus sueños.
En 2014 interpretó el papel principal en la película de terror japonesa A Record of Sweet Murder.

## Filmografía
| Año  | Título                                   | Notas                                                                              |
| ---- | ---------------------------------------- | ---------------------------------------------------------------------------------- |
| 2001 | My Boss, My Hero                         |                                                                                    |
| 2002 | Saving My Hubby                          |                                                                                    |
| 2003 | Jealousy Is My Middle Name               |                                                                                    |
| 2005 | My Boyfriend Is Type B                   |                                                                                    |
| 2005 | This Charming Girl                       |                                                                                    |
| 2005 | Blossom Again                            |                                                                                    |
| 2005 | Bystanders: Diary of June                |                                                                                    |
| 2005 | Friendly and Harmonious                  |                                                                                    |
| 2006 | Family Ties                              |                                                                                    |
| 2006 | The City of Violence                     |                                                                                    |
| 2006 | Midnight Ballad for Ghost Theater        |                                                                                    |
| 2006 | Not a Girl                               | short film                                                                         |
| 2008 | The Pit and the Pendulum                 |                                                                                    |
| 2008 | Close to You                             |                                                                                    |
| 2008 | The Hole                                 |                                                                                    |
| 2009 | Why Did You Come to My House?            |                                                                                    |
| 2009 | Breathless                               |                                                                                    |
| 2009 | A Green Goodbye: She & Her Mobile        |                                                                                    |
| 2010 | Now I'll Be Brave                        |                                                                                    |
| 2010 | Ghost (Be With Me)                       | segmento: "Tarot 2. Attached"                                                      |
| 2010 | Magic and Loss                           |                                                                                    |
| 2010 | Handstand in Space                       |                                                                                    |
| 2011 | Where the Lights Shine Low               |                                                                                    |
| 2011 | Be My Guest                              |                                                                                    |
| 2011 | The House                                | película animada                                                                   |
| 2011 | The King of Pigs                         | película animada                                                                   |
| 2011 | Is There Anybody Out There?              | short film                                                                         |
| 2011 | TV Literature "Blazing Sonata"           | KBS1                                                                               |
| 2011 | Life is Peachy                           |                                                                                    |
| 2012 | Myselves: The Actress No Make-Up Project | Documental; también acreditada como directora, guionista y directora de fotografía |
| 2012 | The Time Vanished                        |                                                                                    |
| 2013 | The Sunshine Boys                        |                                                                                    |
| 2013 | Jury                                     |                                                                                    |
| 2013 | It's a Beautiful Day                     |                                                                                    |
| 2013 | A Pale Woman                             |                                                                                    |
| 2013 | Pluto                                    |                                                                                    |
| 2013 | Rough Play                               |                                                                                    |
| 2014 | Kundo: Age of the Rampant                |                                                                                    |
| 2014 | Taste in Guys                            |                                                                                    |
| 2014 | A Record of Sweet Murder                 |                                                                                    |
| 2014 | A Dangerous Woman                        | short film                                                                         |

## Premios y nominaciones
| Año  | Premio                                                             | Categoría                           | Nominación    | Resultado |
| ---- | ------------------------------------------------------------------ | ----------------------------------- | ------------- | --------- |
| 2002 | La Juventud Festival De Artes Escénicas                            | Mejor Actriz                        | Signo Hermoso | Ganadora  |
| 2009 | 10 de Festival Internacional de Cine de Las Palmas de Gran Canaria | Mejor Actriz                        | Sin aliento   | Ganadora  |
| 2009 | 2º Corea Junior Star Awards                                        | Mejor debutante, categoría Película | Sin aliento   | Ganadora  |
| 2009 | 7 de Pan Pacific Film Festival                                     | Mejor Actriz                        | Sin aliento   | Ganadora  |
| 2009 | 46 Grand Bell Awards                                               | Mejor Actriz Revelación             | Sin aliento   | Ganadora  |
| 2009 | 30 de Blue Dragon Film Awards                                      | Mejor Actriz Revelación             | Sin aliento   | Ganadora  |
| 2010 | 4 de Asian Film Awards                                             | Mejor Actriz De Reparto             | Sin aliento   | Nominada  |
| 2010 | 46 Baeksang Arts Awards                                            | Mejor Actriz Revelación             | Sin aliento   | Nominada  |